# Liste de floraisons d'Arum titan en culture
La spectaculaire floraison de l'Arum titan (Amorphophallus titanum) est souvent très médiatisée lorsqu'elle se produit dans un jardin botanique. Peu fréquente dans la nature, elle est restée rare en culture jusqu'à la fin des années 1990 ; au début du XXIe siècle, grâce à l'amélioration des techniques de culture de la plante, plusieurs floraisons sont signalées chaque année ex situ.
La première floraison en serre a été obtenue aux Jardins botaniques royaux de Kew en Angleterre en 1889, à partir d'une plante issue des graines récoltées par Beccari en 1878, année de la découverte de l'espèce, et envoyées en Italie,. Depuis lors et jusqu'en 2013, quelque 200 floraisons ont été observées sur une septantaine de plantes sous serre, principalement dans des jardins botaniques européens, nord-américains et australiens,.

## Liste
La liste ci-dessous répertorie les floraisons d’Arum titan observées en culture et faisant l'objet d'une mention dans la presse ou sur le site internet de l'institution où elles ont eu lieu. Sont également mentionnés, lorsqu'ils sont publiés, la hauteur de l'inflorescence, le poids du tubercule avant la floraison et le diamètre de la spathe, ainsi que le nom donné à la plante.
| Date              | Institution                                                                   | Pays        | Hauteur de l'inflorescence | Poids du tubercule avant la floraison | Notes et références | Photo  |
| ----------------- | ----------------------------------------------------------------------------- | ----------- | -------------------------- | ------------------------------------- | --- | ------ |
| juin 1889         | Jardins botaniques royaux de Kew                                              | Royaume-Uni | 150 cm                     | 25,85 kg                              | 1re floraison obtenue en culture diamètre de la spathe : 120 cm, |        |
| 1894              | Land's Plantentuin Buitenzorg                                                 | Indonésie   |                            |                                       | L'arum titan devient le symbole du jardin botanique de Bogor |        |
| 28 juin 1901      | Jardins botaniques royaux de Kew                                              | Royaume-Uni |                            |                                       | [ 6 ] |        |
| 1924              | Land's Plantentuin Buitenzorg                                                 | Indonésie   |                            |                                       | [ 8 ] |        |
| juillet 1926      | Jardins botaniques royaux de Kew                                              | Royaume-Uni |                            |                                       | L'engouement du public est tel que la police est appelée en renfort pour maintenir l'ordre, |        |
| 25 juin 1929      | Jardin botanique de Hambourg                                                  | Allemagne   | 200 cm                     | 11,58 kg                              | « Knolle II », tubercule reçu en mai 1927 de J. Schild, consul à Padang |        |
| 31 août 1929      | Jardins botaniques royaux de Kew                                              | Royaume-Uni |                            |                                       | [ 6 ] |        |
| 24 décembre 1930  | Jardin botanique de Hambourg                                                  | Allemagne   | 181 cm                     | 18,67 kg                              | « Knolle I », tubercule reçu en mai 1927 de J. Schild, consul à Padang |        |
| 1932              | Jardin botanique de l'Université de Wageningen                                | Pays-Bas    | 267 cm                     |                                       | Diamètre de la spathe : 150 cm, |        |
| 1934              | Land's Plantentuin Buitenzorg                                                 | Indonésie   |                            |                                       | [ 8 ] |        |
| 1935              | Jardin botanique de l'Université de Wageningen                                | Pays-Bas    |                            |                                       | [ 8 ] |        |
| 1935              | Bergianska trädgården                                                         | Suède       | 155                        | 29                                    | 1re floraison en Scandinavie ; plante reçue de Sumatra en 1932 |        |
| 1936              | Jardin botanique de Berne                                                     | Suisse      |                            |                                       | [ 11 ] |        |
| 1937              | Jardin botanique de Bonn (de)                                                 | Allemagne   | 181 cm                     | 22,5 kg                               | Tubercule importé de Sumatra par Max Koernicke (de) en 1934 |        |
| juin 1937         | Jardin botanique de New York                                                  | États-Unis  | 257 cm                     | 45,36 kg                              | 1re floraison aux États-Unis, ; James J. Lyons, président du Bronx, décrète l'Arum titan « Official Flower of the Bronx » | [ 15 ] |
| 2 juillet 1939    | Jardin botanique de New York                                                  | États-Unis  | 122 cm                     | 14,06 kg                              | [ 8 ] |        |
| 1939              | Jardin botanique de Berlin                                                    | Allemagne   |                            |                                       | 1re floraison à Berlin où un tubercule était déjà présent en 1915 4e floraison en Allemagne |        |
| juillet 1940      | Jardin botanique de Bonn (de)                                                 | Allemagne   | 180 cm environ             |                                       | [ 12 ] |        |
| 1956              | Hortus Botanicus Leiden                                                       | Pays-Bas    |                            |                                       | |        |
| 1963              | Jardins botaniques royaux de Kew                                              | Royaume-Uni |                            |                                       | [ 17 ] |        |
| 1980              | Jardin botanique de Munich                                                    | Allemagne   |                            |                                       | |        |
| 1985              | Palmeraie de Francfort-sur-le-Main                                            | Allemagne   | 249 cm                     |                                       | [ 9 ] |        |
| 8 avril 1987      | Jardin botanique de Bonn (de)                                                 | Allemagne   | 161 cm                     |                                       | [ 12 ] |        |
| 1994              | Jardin botanique de Mayence                                                   | Allemagne   |                            |                                       | [ 8 ] |        |
| 1994              | Palmeraie de Francfort-sur-le-Main                                            | Allemagne   |                            |                                       | [ 8 ] |        |
| 14 mars 1994      | Jardin botanique de Bogor                                                     | Indonésie   |                            |                                       | [ 18 ] |        |
| 1995              | Hortus Botanicus Leiden                                                       | Pays-Bas    |                            |                                       | |        |
| 15 février 1995   | Jardin botanique de Bogor                                                     | Indonésie   | 145 cm                     | 26 kg                                 | Diamètre de la spathe : 63 cm |        |
| 8 mai 1996        | Jardin botanique de Bonn (de)                                                 | Allemagne   | 233 cm                     | 32 kg                                 | [ 12 ] |        |
| 30 mai 1996       | Jardin botanique de Bonn (de)                                                 | Allemagne   | 169 cm                     | 50 kg                                 | [ 12 ] |        |
| 1996              | Palmeraie de Francfort-sur-le-Main                                            | Allemagne   |                            |                                       | [ 8 ] |        |
| juillet 1996      | Jardins botaniques royaux de Kew                                              | Royaume-Uni |                            |                                       | 1re floraison d'un tubercule reçu de l'Hortus Botanicus Leiden |        |
| 1997              | Jardin botanique de Bogor                                                     | Indonésie   |                            |                                       | 2e floraison de la plante qui avait fleuri en 1994, |        |
| 1998              | Jardin botanique de Bogor                                                     | Indonésie   |                            |                                       | |        |
| 1er mai 1998      | Jardin botanique du Missouri                                                  | États-Unis  | 89 cm                      |                                       | 1re floraison aux États-Unis depuis 1939 plante issue de graines récoltées en 1993 par James R. Symon (sv) et semées en 1995 |        |
| 30 avril 1998     | Jardin botanique de Bonn (de)                                                 | Allemagne   | 172 cm                     | 27 kg                                 | [ 12 ] |        |
| 24 juin 1998      | Jardin botanique tropical Fairchild                                           | États-Unis  | 151 cm                     | 30,8 kg                               | « Mr. Stinky », diamètre de la spathe : 76 cm Plus de 5 500 visiteurs |        |
| 6 juillet 1998    | Jardin botanique d'Atlanta (en)                                               | États-Unis  | 190 cm                     |                                       | , |        |
| 21 mai 1999       | Jardins botaniques Marie Selby (en)                                           | États-Unis  | 163 cm                     |                                       | |        |
| juillet 1999      | Jardin botanique de Bogor                                                     | Indonésie   |                            |                                       | [ 8 ] |        |
| 7 juillet 1999    | Fullerton Arboretum (en)                                                      | États-Unis  |                            |                                       | |        |
| 8 juillet 1999    | Université de Washington                                                      | États-Unis  | 185 cm                     |                                       | Plante cultivée à partir d'une graine reçue de la Palmeraie de Francfort-sur-le-Main, |        |
| 1er août 1999     | Jardin botanique de Huntington                                                | États-Unis  | 174 cm                     | 16,33 kg                              | « Big Stinky », plus de 76 000 visiteurs ; une dizaine de graines fertiles ont été obtenues par autopollinisation manuelle, |        |
| 3 septembre 1999  | Jardin botanique tropical Fairchild                                           | États-Unis  | 186,7 cm                   | 15,9 kg                               | « Alice », floraison incomplète |        |
| 12 juin 2000      | Jardin botanique d'Atlanta (en)                                               | États-Unis  |                            |                                       | [ 8 ] |        |
| 13 juin 2000      | Fullerton Arboretum (en)                                                      | États-Unis  | 183 cm                     |                                       | 1re floraison de « Tiffy » |        |
| 7 juillet 2000    | Jardin botanique de Bonn (de)                                                 | Allemagne   | 257,5 cm                   | 36 kg                                 | Diamètre de la spathe : 1,50 m ; 15 000 visiteurs, |        |
| 7 mai 2001        | Université de Washington                                                      | États-Unis  | 162 cm                     |                                       | Plante issue de graines récoltées en 1993 par James R. Symon (sv) et semées en mars 1995, |        |
| 15 mai 2001       | Jardin botanique tropical Fairchild                                           | États-Unis  | 204 cm                     |                                       | 2e floraison de « Mr. Stinky » |        |
| 30 mai 2001       | Jardins botaniques Marie Selby (en)                                           | États-Unis  |                            |                                       | « Mr. Magnificent », plante issue de graines récoltées en 1993 par James R. Symon (sv) ; prélèvement de pollen pour féconder l'exemplaire en fleurs quelques jours plus tard à l'Université du Wisconsin à Madison                                                    |        |
| 7 juin 2001       | Université du Wisconsin à Madison                                             | États-Unis  |                            |                                       | « Big Bucky », 30 000 visiteurs ; fleur fécondée avec du pollen de « Mr. Magnificent », en fleur aux Jardins botaniques Marie Selby (en) quelques jours auparavant ; des fruits mûrs ont été récoltés en octobre 2001                                                 |        |
| 20 juin 2001      | Jardin botanique du Missouri                                                  | États-Unis  | 122 cm                     | 9,98 kg                               | [ 8 ] |        |
| 27 juin 2001      | Jardin botanique tropical Fairchild                                           | États-Unis  | 183 cm                     |                                       | 2e floraison d'« Alice » |        |
| août 2001         | Jardin botanique de Bogor                                                     | Indonésie   | 195 cm                     | 100 kg                                | 3e floraison de la plante qui avait fleuri en 1994 et en 1997 ; plus de 20 000 visiteurs |        |
| 2002              | Jardin des simples de Florence                                                | Italie      |                            |                                       | Plante cultivée à partir de graines récoltées à Sumatra en 1995 |        |
| 1er mai 2002      | Jardins botaniques royaux de Kew                                              | Royaume-Uni | 236 cm                     |                                       | Plante cultivée à partir de graines reçues en 1995, |        |
| 29 mai 2002       | Université de Washington                                                      | États-Unis  | 168 cm                     |                                       | Plante cultivée à partir de graines récoltées en 1993 par James R. Symon (sv) et semées en 1995, ; après la floraison, le tubercule s'est divisé en deux pour donner « Waldo » et « Husky »                                                                           |        |
| 1er juin 2002     | Jardins botaniques royaux de Kew                                              | Royaume-Uni | 240 cm                     | 75 kg                                 | , |        |
| 20 juin 2002      | Jardins botaniques royaux de Kew                                              | Royaume-Uni |                            |                                       | Floraison incomplète |        |
| 12 juillet 2002   | Université de Washington                                                      | États-Unis  | 180 cm                     | 17,2 kg                               | [ 8 ] |        |
| 18 juillet 2002   | Quail Botanical Gardens                                                       | États-Unis  |                            |                                       | [ 32 ] |        |
| 31 juillet 2002   | Université du Wisconsin à Madison                                             | États-Unis  |                            |                                       | [ 33 ] |        |
| 7 août 2002       | Jardin botanique de Huntington                                                | États-Unis  | 140 cm                     |                                       | 2e floraison de « Big Stinky », |        |
| août 2002         | Université de Californie à Santa Barbara                                      | États-Unis  |                            |                                       | 1re floraison de « Tiny », fleur fécondée par du pollen de l'exemplaire en fleurs quelques jours auparavant au Jardin botanique de Huntington, |        |
| 20 août 2002      | Université de Washington                                                      | États-Unis  | 207 cm                     | 20,4 kg                               | [ 8 ] |        |
| 30 août 2002      | Virginia Tech Horticulture Garden (en)                                        | États-Unis  | 135 cm                     |                                       | Circonférence de la spathe : 75 cm, |        |
| 2003              | Jardin botanique de Cairns, Queensland                                        | Australie   | 60 cm                      |                                       | [ 8 ] |        |
| 25 février 2003   | Université de Washington                                                      | États-Unis  |                            | 34,02 kg                              | [ 8 ] |        |
| 8 mai 2003        | Jardin botanique tropical Fairchild                                           | États-Unis  | 185,42 cm                  |                                       | « Audrey III » |        |
| 12 mai 2003       | Jardin botanique tropical Fairchild                                           | États-Unis  | 215,90 cm                  |                                       | 3e floraison de « Mr. Stinky » |        |
| 22 mai 2003       | Jardin botanique de Bonn (de)                                                 | Allemagne   | 274 cm                     | 78 kg                                 | [ 12 ] |        |
| 23 mai 2003       | Fullerton Arboretum (en)                                                      | États-Unis  |                            |                                       | 2e floraison de « Tiffy » |        |
| 9 juin 2003       | Conservatoire botanique de l'Université de Californie à Davis                 | États-Unis  |                            |                                       | 1re floraison de « Ted », issu d'un semis de graines reçues en 1995 |        |
| 10 juin 2003      | Jardins botaniques royaux de Kew                                              | Royaume-Uni |                            |                                       | 4e floraison depuis avril 2002 |        |
| 2 juillet 2003    | Conservatoire botanique national de Brest                                     | France      | 150 cm                     |                                       | [ 38 ] |        |
| 21 juillet 2003   | Jardin botanique des États-Unis, Washington                                   | États-Unis  |                            |                                       | L'inflorescence est conservée dans l'herbier du National Museum of Natural History à Washington |        |
| 8 août 2003       | Université de Washington                                                      | États-Unis  | 213 cm                     | 51,25 kg                              | [ 8 ] |        |
| 2004              | Jardin botanique d'Atlanta (en)                                               | États-Unis  |                            |                                       | |        |
| 11 mars 2004      | Jardin botanique de Bogor                                                     | Indonésie   | 289 cm                     |                                       | [réf. souhaitée] |        |
| 6 juillet 2004    | Université du Connecticut, Ecology & Evolutionary Biology Greenhouses         | États-Unis  | 150 cm                     | 40,6 kg                               | 1re floraison du « corn #5 » ; 21 000 visiteurs, |        |
| 12 juillet 2004   | Mast Arboretum (en), Stephen F. Austin State University (en)                  | États-Unis  |                            | 11,79 kg                              | 1re floraison de « Jack », tubercule reçu en mai 2000 de Russell Adams de la Tree farm de Gainesville (Floride) |        |
| 4 août 2004       | Université du Wisconsin                                                       | États-Unis  |                            |                                       | 3e floraison depuis 2001 |        |
| 4 août 2004       | Virginia Tech Horticulture Garden (en)                                        | États-Unis  |                            |                                       | [ 23 ] |        |
| 13 août 2004      | Conservatoire botanique de l'Université de Californie à Davis                 | États-Unis  |                            |                                       | 1re floraison de « Tabatha » |        |
| 2 septembre 2004  | Jardin botanique de l'université de Cambridge                                 | Royaume-Uni |                            |                                       | |        |
| 7 octobre 2004    | Jardins botaniques royaux de Sydney                                           | Australie   |                            |                                       | Plante cultivée à partir de graines récoltées à Sumatra au début des années 1990 ; 16 000 visiteurs |        |
| 10 avril 2005     | Eden Project, St Blazey, Cornouailles                                         | Royaume-Uni | 224 cm                     |                                       | prélèvement de pollen pour féconder la plante qui s'apprête à fleurir aux Jardins botaniques royaux de Kew |        |
| 21 avril 2005     | Jardins botaniques royaux de Kew                                              | Royaume-Uni |                            |                                       | 5e floraison depuis avril 2002fleur fécondée avec du pollen de la plante en fleur dix jours auparavant à l'Eden Project |        |
| 14 mai 2005       | Jardin botanique tropical Fairchild                                           | États-Unis  |                            |                                       | 3e floraison d'« Alice » |        |
| 30 mai 2005       | Conservatoire botanique de l'Université de Californie à Davis                 | États-Unis  |                            |                                       | 2e floraison de « Ted », exposé au Conservatoire de fleurs de San Francisco |        |
| 9 juin 2005       | Université du Wisconsin à Madison                                             | États-Unis  | 248,9 cm                   |                                       | 2e floraison de « Big Bucky » |        |
| 18 juin 2005      | Jardins botaniques royaux de Kew                                              | Royaume-Uni |                            |                                       | |        |
| 28 juin 2005      | Université du Wisconsin à Madison                                             | États-Unis  |                            |                                       | [ 44 ] |        |
| 29 juin 2005      | Volunteer Park (Seattle) (en)                                                 | États-Unis  | 175,89 cm                  | 36,29 kg                              | Circonférence de la spathe avant l'éclosion : 190 cm 1re floraison de « Waldo », spécimen en prêt de l'université de Washington |        |
| 29 juin 2005      | Myriad Botanical Gardens, Oklahoma City                                       | États-Unis  |                            |                                       | [ 45 ] |        |
| 14 juillet 2005   | Jardin botanique de l'université de Californie (en), Berkeley                 | États-Unis  |                            |                                       | 1re floraison de « Trudy » |        |
| 14 juillet 2005   | Jardin botanique de Göteborg                                                  | Suède       |                            |                                       | [ 47 ] |        |
| 8 août 2005       | Smith College, Northampton (Massachusetts)                                    | États-Unis  |                            | 18,14 kg                              | plante issue de graines récoltées en 2002 par James R. Symon (sv) et semées en 1995 |        |
| 20 octobre 2005   | Wilhelma, Stuttgart                                                           | Allemagne   | 294 cm                     | 40 kg                                 | « La Diva », |        |
| 20 novembre 2005  | Jardin botanique des États-Unis, Washington                                   | États-Unis  | 130,5 cm                   |                                       | |        |
| 13 mai 2006       | Jardin botanique de Bonn (de)                                                 | Allemagne   | 259 cm 225,5 cm 165,5 cm   | 117 kg                                | Inflorescence triple |        |
| 20 mai 2006       | Jardin botanique tropical Fairchild                                           | États-Unis  |                            |                                       | « Audrey III » |        |
| 5 juin 2006       | Fullerton Arboretum (en)                                                      | États-Unis  |                            |                                       | 3e floraison de « Tiffy », prélèvement de pollen pour polliniser l'exemplaire en fleurs quelques jours plus tard aux Quail Botanical Gardens |        |
| juin 2006         | Quail Botanical Gardens                                                       | États-Unis  |                            |                                       | fleur pollinisée avec du pollen de « Tiffy », en fleurs au Fullerton Arboretum (en) quelques jours auparavant ; les graines ont été semées avec succès |        |
| 5 août 2006       | Virginia Tech Horticulture Garden (en)                                        | États-Unis  |                            |                                       | [ 36 ] |        |
| 11 août 2006      | Jardin botanique de Brooklyn                                                  | États-Unis  |                            |                                       | 1re floraison de « Baby », tubercule de 10 ans |        |
| 15 août 2006      | Volunteer Park (Seattle) (en)                                                 | États-Unis  |                            | 24,5 kg                               | 1re floraison de « Husky », spécimen en prêt de l'université de Washington |        |
| 21 août 2006      | Collection privée du Dr Louis Ricciardiello, Gilford, Laconia (New Hampshire) | États-Unis  | 208 cm                     | 28,8 kg                               | « Tilly the Titan », plante cultivée à partir de graines de la plante qui avait fleuri à Madison en 2001 ; exposée dans un but caritatif à la caserne des pompiers de Laconia,                                                                                        |        |
| 15 septembre 2006 | Collection privée du Dr Louis Ricciardiello, Gilford, Laconia (New Hampshire) | États-Unis  | 215,9 cm                   | 34 kg                                 | diamètre de la spathe : 121,9 cm ; plante cultivée à partir de graines de la plante qui avait fleuri à Madison en 2001 ; exposée dans un but caritatif à la caserne des pompiers de Lakeport, Laconia                                                                 |        |
| 9 octobre 2006    | Collection privée du Dr Louis Ricciardiello, Gilford, Laconia (New Hampshire) | États-Unis  | 186,7 cm                   | 28,8 kg                               | diamètre de la spathe : 91,4 cm ; plante cultivée à partir de graines de la plante qui avait fleuri à Madison en 2001 ; exposée dans un but caritatif à la caserne des pompiers de Laconia                                                                            |        |
| 2 novembre 2006   | Jardins botaniques royaux de Sydney                                           | Australie   |                            |                                       | [ 43 ] |        |
| 20 novembre 2006  | Collection privée du Dr Louis Ricciardiello, Gilford, Laconia (New Hampshire) | États-Unis  | 182,9 cm                   | 28,8 kg                               | diamètre de la spathe : 106,9 cm ; plante cultivée à partir de graines de la plante qui avait fleuri à Madison en 2001 ; exposée dans un but caritatif à la caserne des pompiers de Laconia                                                                           |        |
| 12 février 2007   | Collection privée du Dr Louis Ricciardiello, Gilford, Laconia (New Hampshire) | États-Unis  | 185,4 cm                   | 19 kg                                 | diamètre de la spathe : 91,4 cm ; plante cultivée à partir de graines de la plante qui avait fleuri à Madison en 2001 ; exposée dans un but caritatif à la caserne des pompiers de Laconia                                                                            |        |
| février 2007      | Eden Project, St Blazey, Cornouailles                                         | Royaume-Uni |                            |                                       | [ 8 ] |        |
| 3 mars 2007       | Collection privée du Dr Louis Ricciardiello, Gilford, Laconia (New Hampshire) | États-Unis  | 213,4 cm                   | 25,85 kg                              | plante cultivée à partir de graines de la plante qui avait fleuri à Madison en 2001 ; exposée dans un but caritatif à la caserne des pompiers de Laconia |        |
| 29 mars 2007      | Collection privée du Dr Louis Ricciardiello, Gilford, Laconia (New Hampshire) | États-Unis  |                            |                                       | plante cultivée à partir de graines de la plante qui avait fleuri à Madison en 2001 ; exposée dans un but caritatif à la caserne des pompiers de Laconia |        |
| 22 avril 2007     | Jardins botaniques royaux de Kew                                              | Royaume-Uni |                            |                                       | [ 8 ] |        |
| 7 mai 2007        | Conservatoire botanique de l'Université de Californie à Davis                 | États-Unis  |                            |                                       | 3e floraison de « Ted », |        |
| 12 mai 2007       | Université du Connecticut, Ecology & Evolutionary Biology Greenhouses         | États-Unis  |                            |                                       | 2e floraison du « corn #5 » |        |
| 13 mai 2007       | Gustavus Adolphus College (en), Saint Peter (Minnesota)                       | États-Unis  |                            |                                       | « Perry » |        |
| juin 2007         | Université du Connecticut, Ecology & Evolutionary Biology Greenhouses         | États-Unis  |                            |                                       | 1re floraison du « corn #3 » |        |
| 23 juillet 2007   | Cleveland Metroparks Zoo                                                      | États-Unis  | 144 cm                     |                                       | 1re floraison de « Cronus », plante reçue en 1994 de l'Aquarium national de Baltimore, |        |
| août 2007         | Jardin botanique de l'université de Californie (en), Berkeley                 | États-Unis  |                            |                                       | « Titania » |        |
| septembre 2007    | Université de la Ville de New York, Lehman College                            | États-Unis  |                            |                                       | [ 56 ] |        |
| novembre 2007     | Jardins botaniques royaux de Kew                                              | Royaume-Uni |                            |                                       | [ 8 ] |        |
| février 2008      | Restaurant de Fevzi Zeren, Mountain Lakes, New Jersey                         | États-Unis  | 175 cm                     |                                       | Plante achetée à un horticulteur privé du Vermont et cultivée dans un restaurant par Fevzi Zeren, |        |
| 3 février 2008    | Collection privée du Dr Louis Ricciardiello, Gilford, Laconia (New Hampshire) | États-Unis  |                            |                                       | plante cultivée à partir de graines de la plante qui avait fleuri à Madison en 2001 ; exposée à la caserne des pompiers de Lakeport, Laconia |        |
| 13 février 2008   | Collection privée du Dr Louis Ricciardiello, Gilford, Laconia (New Hampshire) | États-Unis  |                            |                                       | plante cultivée à partir de graines de la plante qui avait fleuri à Madison en 2001 ; exposée à la caserne des pompiers de Lakeport, Laconia |        |
| 5 mars 2008       | Collection privée du Dr Louis Ricciardiello, Gilford, Laconia (New Hampshire) | États-Unis  |                            |                                       | plante cultivée à partir de graines de la plante qui avait fleuri à Madison en 2001 ; exposée à la caserne des pompiers de Lakeport, Laconia |        |
| 16 mars 2008      | Collection privée du Dr Louis Ricciardiello, Gilford, Laconia (New Hampshire) | États-Unis  |                            |                                       | quatre plantes en fleurs simultanément, cultivées à partir de graines de la plante qui avait fleuri à Madison en 2001 ; exposées à la caserne des pompiers de Lakeport, Laconia                                                                                       |        |
| 17 mars 2008      | Collection privée du Dr Louis Ricciardiello, Gilford, Laconia (New Hampshire) | États-Unis  |                            |                                       | plante cultivée à partir de graines de la plante qui avait fleuri à Madison en 2001 ; exposée à la caserne des pompiers de Lakeport, Laconia |        |
| 23 mars 2008      | Collection privée du Dr Louis Ricciardiello, Gilford, Laconia (New Hampshire) | États-Unis  |                            |                                       | deux plantes en fleurs simultanément, cultivées à partir de graines de la plante qui avait fleuri à Madison en 2001 ; exposées à la caserne des pompiers de Lakeport, Laconia                                                                                         |        |
| 9 avril 2008      | Como Park Zoo and Conservatory (en), Saint Paul (Minnesota)                   | États-Unis  | 71,3                       | 11,3 kg                               | « Bob the Tiny Titan », spathe à développement incomplet ; plante issue de graines récoltées en 1993 par James R. Symon (sv) et semées en 1995 |        |
| 10 avril 2008     | Collection privée du Dr Louis Ricciardiello, Gilford, Laconia (New Hampshire) | États-Unis  |                            |                                       | trois plantes en fleurs simultanément, cultivées à partir de graines de la plante qui avait fleuri à Madison en 2001 ; exposées à la caserne des pompiers de Lakeport, Laconia                                                                                        |        |
| 18 avril 2008     | Jardin botanique de Bonn (de)                                                 | Allemagne   | 212 cm                     | 70 kg                                 | [ 12 ] |        |
| 26 avril 2008     | Collection privée du Dr Louis Ricciardiello, Gilford, Laconia (New Hampshire) | États-Unis  |                            |                                       | plante cultivée à partir de graines de la plante qui avait fleuri à Madison en 2001 ; exposée à la caserne des pompiers de Lakeport, Laconia |        |
| 1er mai 2008      | Collection privée du Dr Louis Ricciardiello, Gilford, Laconia (New Hampshire) | États-Unis  |                            |                                       | plante cultivée à partir de graines de la plante qui avait fleuri à Madison en 2001 ; exposée à la caserne des pompiers de Lakeport, Laconia |        |
| 10 mai 2008       | Jardin botanique de Bonn (de)                                                 | Allemagne   | 248 cm                     | 31 kg                                 | [ 12 ] |        |
| 11 mai 2008       | Collection privée du Dr Louis Ricciardiello, Gilford, Laconia (New Hampshire) | États-Unis  |                            |                                       | plante cultivée à partir de graines de la plante qui avait fleuri à Madison en 2001 ; exposée à la caserne des pompiers de Lakeport, Laconia |        |
| 11 mai 2008       | Jardin botanique de Bonn (de)                                                 | Allemagne   | 218,5 cm                   | 18 kg                                 | [ 12 ] |        |
| 13 juin 2008      | Collection privée du Dr Louis Ricciardiello, Gilford, Laconia (New Hampshire) | États-Unis  |                            |                                       | plante cultivée à partir de graines de la plante qui avait fleuri à Madison en 2001 ; exposée à la caserne des pompiers de Lakeport, Laconia |        |
| 21 juin 2008      | Eastern Illinois University (en)                                              | États-Unis  |                            |                                       | « The Velvet Queen », plante cultivée à partir d'une graine reçue en 2001 de l'Université du Wisconsin à Madison |        |
| 29 juin 2008      | Jardin botanique de l'université de Californie (en), Berkeley                 | États-Unis  |                            |                                       | « Odora » |        |
| 9 juillet 2008    | Université du Connecticut, Ecology & Evolutionary Biology Greenhouses         | États-Unis  |                            |                                       | 3e floraison du « corn #5 » un an après sa 2e floraison, sans passage par le stade de développement d'une feuille, |        |
| 13 juillet 2008   | Jardin botanique de Bonn (de)                                                 | Allemagne   | 243 cm                     | 36,5 kg                               | [ 12 ] |        |
| 20 juillet 2008   | Smith College, Northampton (Massachusetts)                                    | États-Unis  |                            |                                       | [ 48 ] |        |
| 26 juillet 2008   | Volunteer Park (Seattle) (en)                                                 | États-Unis  |                            |                                       | 2e floraison de « Waldo », spécimen en prêt de l'université de Washington, |        |
| 27 juillet 2008   | Jardin botanique de Marbourg (de)                                             | Allemagne   |                            |                                       | |        |
| juillet 2008      | Jardin botanique de l'université de Californie (en), Berkeley                 | États-Unis  |                            |                                       | « Odoardo » |        |
| 7 août 2008       | Jardin botanique national de Belgique                                         | Belgique    | 156 cm                     |                                       | Plus de 8 000 visiteurs, |        |
| 11 août 2008      | Université du Wisconsin à Madison                                             | États-Unis  | 152 cm                     |                                       | 3e floraison de « Titan 2 » |        |
| 25 août 2008      | Hortus Botanicus Leiden                                                       | Pays-Bas    |                            |                                       | [ 8 ] |        |
| 6 septembre 2008  | Jardin botanique national de Belgique                                         | Belgique    | 190 cm                     | 18 kg                                 | « Hercule », |        |
| novembre 2008     | Milwaukee Public Museum (en)                                                  | États-Unis  |                            |                                       | 1re floraison de « Neilson », plante cultivée à partir des graines récoltées en octobre 2001 sur « Mr.Magnificent » à Madison ; ouverture incomplète de la spathe |        |
| 2009              | Jardin botanique de Huntington                                                | États-Unis  |                            |                                       | 1re floraison d'une plante obtenue par semis des graines de « Big Stinky » qui avait fleuri en 1999 |        |
| mars 2009         | Collection privée du Dr Louis Ricciardiello, Gilford, Laconia (New Hampshire) | États-Unis  |                            |                                       | 2e floraison de « Tilly the Titan » |        |
| 30 avril 2009     | Jardin botanique de Bonn (de)                                                 | Allemagne   | 206,5 cm                   | 20,5 kg                               | [ 12 ] |        |
| mai 2009          | Conservatoire botanique de l'Université de Californie à Davis                 | États-Unis  |                            |                                       | 1re floraison de « Phyllis », issue de « Tabatha » par propagation végétative |        |
| 1er mai 2009      | Jardins botaniques royaux de Kew                                              | Royaume-Uni |                            |                                       | |        |
| 4 mai 2009        | Conservatoire botanique de l'Université de Californie à Davis                 | États-Unis  |                            |                                       | 4e floraison de « Ted » |        |
| 18 juin 2009      | Jardin botanique de l'université de Californie (en), Berkeley                 | États-Unis  |                            |                                       | 2e floraison de « Trudy » |        |
| 28 juin 2009      | Conservatoire botanique national de Brest                                     | France      |                            |                                       | , |        |
| juin 2009         | Hortus Botanicus Leiden                                                       | Pays-Bas    |                            |                                       | [ 67 ] |        |
| 25 juillet 2009   | Palmeraie de Francfort-sur-le-Main                                            | Allemagne   |                            |                                       | |        |
| 2009              | Jardin botanique de l'université de Californie (en), Berkeley                 | États-Unis  |                            |                                       | « Tiny » |        |
| 2 mai 2010        | Western Illinois University (en)                                              | États-Unis  |                            |                                       | [ 68 ] |        |
| 12 mai 2010       | Jardin botanique de Bonn (de)                                                 | Allemagne   | 280 cm                     | 98 kg                                 | [ 12 ] |        |
| 23 mai 2010       | Jardin botanique de Bonn (de)                                                 | Allemagne   | 243 cm                     | 34 kg                                 | [ 12 ] |        |
| 4 juin 2010       | Jardin botanique de Huntington                                                | États-Unis  | 114,3 cm                   |                                       | [ 24 ] |        |
| 19 juin 2010      | Collection privée du Dr Louis Ricciardiello, Gilford, Laconia (New Hampshire) | États-Unis  | 310 cm                     |                                       | Record de hauteur homologué au Livre Guinness des records |        |
| 29 juin 2010      | Jardin botanique de l'université de Californie (en), Berkeley                 | États-Unis  | 113 cm                     |                                       | « Maladora » |        |
| 22 juillet 2010   | Jardins botaniques de Tokyo                                                   | Japon       |                            |                                       | [ 69 ] |        |
| 28 juillet 2010   | Jardin botanique de l'université de Californie (en), Berkeley                 | États-Unis  | 50,8 cm                    |                                       | « Little Stinker » |        |
| septembre 2010    | Université de Binghamton                                                      | États-Unis  | 155 cm                     | 13,6 kg                               | 1re floraison de « Metis », plante issue de graines achetées en 2005 à Bali |        |
| 18 décembre 2010  | Institut d'art contemporain et jardin botanique d'Inhotim                     | Brésil      |                            |                                       | plante issue de graines provenant des Jardins botaniques Marie Selby (en) |        |
| 2011              | Université du Connecticut, Ecology & Evolutionary Biology Greenhouses         | États-Unis  | 159 cm                     |                                       | |        |
| 2011              | Conservatoire botanique de l'Université de Californie à Davis                 | États-Unis  |                            |                                       | |        |
| 25 janvier 2011   | Jardins botaniques de Cairns, Queensland                                      | Australie   |                            |                                       | [ 72 ] |        |
| 15 mars 2011      | Jardin botanique national de Belgique                                         | Belgique    | 235 cm                     |                                       | , |        |
| 22 avril 2011     | Jardin botanique de l'Université de Bâle                                      | Suisse      |                            |                                       | , |        |
| 23 avril 2011     | Université d'État de l'Ohio                                                   | États-Unis  | 167 cm                     | 21,3 kg                               | 1re floraison de « Woody » |        |
| 24 avril 2011     | Zoo et jardins tropicaux de Pana'ewa (en), Hilo, Hawaii                       | États-Unis  |                            |                                       | 1re floraison de « Stinky 1 », plante reçue en 2002 de l'artiste Hiroshi Tagami, |        |
| 25 avril 2011     | Jardin botanique de Bonn (de)                                                 | Allemagne   | 274 cm                     | 48 kg                                 | [ 12 ] |        |
| 16 mai 2011       | Jardin botanique de Berlin                                                    | Allemagne   |                            |                                       | |        |
| 18 mai 2011       | Bergianska trädgården, Stockholm                                              | Suède       |                            |                                       | , |        |
| 9 juin 2011       | Université de Washington                                                      | États-Unis  |                            |                                       | [ 81 ] |        |
| juin 2011         | Eden Project, St Blazey, Cornouailles                                         | Royaume-Uni | 291 cm                     |                                       | [ 82 ] |        |
| 29 juin 2011      | Como Park Zoo and Conservatory (en), Saint-Paul (Minnesota)                   | États-Unis  | 190,5                      | 24,9                                  | « Bob », plante issue de graines récoltées en 1993 par James R. Symon (sv) et semées en 1995 |        |
| juin 2011         | Eden Project, St Blazey, Cornouailles                                         | Royaume-Uni | 282 cm                     |                                       | [ 82 ] |        |
| 31 juillet 2011   | University of Illinois Plant Biology Conservatory                             | États-Unis  |                            |                                       | [ 83 ] |        |
| 2011              | Université d'État de l'Ohio                                                   | États-Unis  |                            |                                       | [ 84 ] |        |
| 12 janvier 2012   | Jardin botanique de Cairns, Queensland                                        | Australie   |                            |                                       | [ 85 ] |        |
| 18 mars 2012      | Cornell University                                                            | États-Unis  | 170 cm                     |                                       | « Wee Stinky », 10 000 visiteurs, |        |
| 31 mars 2012      | Jardin botanique de Bonn (de)                                                 | Allemagne   | 180 cm                     | 22,5 kg                               | [ 12 ] |        |
| 4 mai 2012        | Jardin botanique des parcs du Niagara                                         | Canada      |                            |                                       | « Morph », plante reçue du Dr Louis Ricciardiello de Gilford (New Hampshire) |        |
| 15 mai 2012       | Jardin botanique des parcs du Niagara                                         | Canada      |                            |                                       | « Clive »,, plante reçue du Dr Louis Ricciardiello de Gilford (New Hampshire) |        |
| 22 mai 2012       | Western Illinois University (en)                                              | États-Unis  | 69,8 cm                    |                                       | « Titan #3 » |        |
| 25 mai 2012       | Université d'État de l'Ohio                                                   | États-Unis  | 171,4 cm                   |                                       | « Jesse », plante cultivée à partir d'une graine reçue en 2001 de l'Université du Wisconsin à Madison, |        |
| juin 2012         | Conservatoire botanique de l'Université de Californie à Davis                 | États-Unis  |                            |                                       | 1re floraison de « Tammy » |        |
| 9 juin 2012       | Jardins botaniques Marie Selby (en)                                           | États-Unis  |                            |                                       | [ 93 ] |        |
| 12 juin 2012      | Jardin botanique du Missouri                                                  | États-Unis  |                            |                                       | 2 plantes en fleur, |        |
| 14 juin 2012      | Jardins Moody (en), Galveston, Texas                                          | États-Unis  |                            |                                       | |        |
| 20 juin 2012      | Parc zoologique Franklin (en), Boston                                         | États-Unis  |                            |                                       | « Morticia », plante reçue du Dr Louis Ricciardiello de Gilford (New Hampshire) ; 15 800 visiteurs |        |
| 21 juin 2012      | Jardin botanique de Copenhague                                                | Danemark    |                            |                                       | 15 000 visiteurs |        |
| juin 2012         | Eden Project, St Blazey, Cornouailles                                         | Royaume-Uni |                            |                                       | [ 82 ] |        |
| 15 juillet 2012   | Jardin botanique de Bonn (de)                                                 | Allemagne   | 281 cm                     | 78 kg                                 | [ 12 ] |        |
| août 2012         | Jardin botanique de l'université de Rhode Island                              | États-Unis  |                            |                                       | « Audrey » |        |
| 24 septembre 2012 | Smith College, Northampton (Massachusetts)                                    | États-Unis  | 76 cm                      | 24,49 kg                              | [ 48 ] |        |
| 19 novembre 2012  | Jardin botanique de l'Université de Bâle                                      | Suisse      |                            |                                       | [ 75 ] |        |
| 26 décembre 2012  | Institut d'art contemporain et jardin botanique d'Inhotim                     | Brésil      | 163 cm                     | 29 kg                                 | , |        |
| 27 décembre 2012  | Jardins botaniques royaux de Melbourne                                        | Australie   |                            |                                       | |        |
| 22 avril 2013     | Muttart Conservatory, Edmonton                                                | Canada      |                            | 124,7 kg                              | « Putrella » |        |
| 14 mai 2013       | Université d'État de l'Ohio                                                   | États-Unis  | 184 cm                     |                                       | |        |
| 24 mai 2013       | Université d'État de l'Ohio                                                   | États-Unis  |                            | 11,34 kg                              | « Maudine », 2 000 visiteurs ; tubercule obtenu par propagation végétative de « Jesse » qui avait fleuri en 2012 ; fleur fécondée avec du pollen de « Woody » en fleurs 10 jours auparavant                                                                           |        |
| mai 2013          | Eden Project, St Blazey, Cornouailles                                         | Royaume-Uni |                            |                                       | [ 102 ] |        |
| 20 juin 2013      | Université de Binghamton                                                      | États-Unis  | 185 cm                     | 23,3 kg                               | 2e floraison de « Metis » |        |
| 21 juin 2013      | Jardin botanique de Bonn (de)                                                 | Allemagne   | 290 cm                     |                                       | [ 104 ] |        |
| 7 juillet 2013    | Jardin botanique national de Belgique                                         | Belgique    | 244 cm                     | 130 kg                                | [ 105 ] |        |
| 21 juillet 2013   | Jardin botanique des États-Unis, Washington                                   | États-Unis  |                            |                                       | la 1re floraison de « Mortimer » attire plus de 130 000 visiteurs sur place et plus de 650 000 connexions à la diffusion en direct sur Internet ; du pollen est récolté pour féconder « Chanel » qui s'apprête à fleurir à l'université de Californie à Santa Barbara |        |
| 31 juillet 2013   | Université de Californie à Santa Barbara                                      | États-Unis  | 147 cm                     |                                       | 1re floraison de « Chanel », plante obtenue par semis de graines de « Tiny » qui avait fleuri en 2002 ; fleur fécondée par du pollen de « Mortimer », en fleurs 10 jours auparavant au Jardin botanique des États-Unis à Washington,                                  |        |
| 23 août 2013      | Université d'État de l'Ohio                                                   | États-Unis  | 168,9 cm                   |                                       | « Scarlet » |        |
| 6 septembre 2013  | Zoo et jardins tropicaux de Pana'ewa (en), Hilo, Hawaii                       | États-Unis  |                            |                                       | 1re floraison de « Stinky 2 », plante reçue en 2002 de l'artiste Hiroshi Tagami |        |
| 9 octobre 2013    | Jardin botanique du Missouri                                                  | États-Unis  |                            |                                       | « Izzy », |        |
| novembre 2013     | Jardin botanique de Montréal                                                  | Canada      |                            |                                       | floraison avortée |        |
| 29 juin 2014      | Jardin des plantes de Nantes                                                  | France      | 130 cm                     |                                       | , |        |
| 30 juin 2014      | Jardin botanique du Missouri                                                  | États-Unis  |                            |                                       | [ 95 ] |        |
| 28 septembre 2014 | Jardin botanique de l'Université de Bâle                                      | Suisse      | 255 cm                     |                                       | 3e floraison observée à Bâle |        |
| 26 juillet 2015   | Jardin botanique de l'université de Californie (en), Berkeley                 | États-Unis  |                            |                                       | |        |
| 8 mars 2016       | Jardin botanique de Meise                                                     | Belgique    | 143 cm                     |                                       | [ 117 ] |        |
| 27 juillet 2016   | Jardin botanique de Meise                                                     | Belgique    | 237 cm                     | 30 kg                                 | [ 118 ] |        |
| 22 aout 2016      | Jardin botanique de Bordeaux                                                  | France      | ? cm                       | ? kg                                  | [ 119 ] |        |
| 9 avril 2017      | Jardin botanique de Meise                                                     | Belgique    |                            |                                       | |        |
| 10 avril 2017     | Jardin botanique de Meise                                                     | Belgique    |                            |                                       | |        |
| 31 décembre 2020  | Papiliorama                                                                   | Suisse      |                            |                                       | 2 fleurs provenant des plantes transférées du jardin botanique de Bâle |        |
| 14 juin 2022      | Jardin botanique de l'Université de Gand                                      | Belgique    | [ 121 ]                    |                                       | |        |
| 14 avril 2023     | Jardin des plantes de Paris                                                   | France      |                            | 16 kg                                 | Corme donné en 2014 par le Jardin botanique de Bonn |        |
| 11 juillet 2023   | Jardin botanique Jean-Marie-Pelt, à Villers-lès-Nancy                         | France      | 1,97 m                     | 33 kg                                 | 1re floraison de « Tintin » |        |
| 22 mai 2024       | Jardin botanique de Meise                                                     | Belgique    | 2,17 m                     |                                       | [ 124 ] |        |
| 26 mai 2024       | Jardin botanique de l'Université d'Etat du Colorado                           | États-Unis  |                            |                                       | |        |
| 18 juin 2024      | Jardins botaniques royaux de Kew                                              | Royaume-Uni |                            |                                       | [ 125 ] |        |
| 18 juin 2025      | Jardin botanique Jean-Marie-Pelt, à Villers-lès-Nancy                         | France      | 1,62 m                     | 21 kg                                 | Floraison d’« Éros » |        |
| 31 juillet 2025   | Jardin botanique Jean-Marie-Pelt, à Villers-lès-Nancy                         | France      | 2,16 m                     |                                       | 2e floraison de « Tintin » |        |